# Lista di asteroidi (87001-88000)
Di seguito una lista di asteroidi dal numero 87001 al 88000 con data di scoperta e scopritore.

## 87001-87100
| Nome                | Designazione provvisoria | Data di scoperta | Scopritore             |
| ------------------- | ------------------------ | ---------------- | ---------------------- |
| 87001 -             | 2000 JN44                | 7 maggio 2000    | LINEAR                 |
| 87002 -             | 2000 JK46                | 7 maggio 2000    | LINEAR                 |
| 87003 -             | 2000 JL46                | 7 maggio 2000    | LINEAR                 |
| 87004 -             | 2000 JU49                | 9 maggio 2000    | LINEAR                 |
| 87005 -             | 2000 JJ52                | 9 maggio 2000    | LINEAR                 |
| 87006 -             | 2000 JU53                | 11 maggio 2000   | LINEAR                 |
| 87007 -             | 2000 JF55                | 6 maggio 2000    | LINEAR                 |
| 87008 -             | 2000 JK55                | 6 maggio 2000    | LINEAR                 |
| 87009 -             | 2000 JN55                | 6 maggio 2000    | LINEAR                 |
| 87010 -             | 2000 JR55                | 6 maggio 2000    | LINEAR                 |
| 87011 -             | 2000 JQ56                | 6 maggio 2000    | LINEAR                 |
| 87012 -             | 2000 JM57                | 6 maggio 2000    | LINEAR                 |
| 87013 -             | 2000 JP57                | 6 maggio 2000    | LINEAR                 |
| 87014 -             | 2000 JV57                | 6 maggio 2000    | LINEAR                 |
| 87015 -             | 2000 JJ58                | 6 maggio 2000    | LINEAR                 |
| 87016 -             | 2000 JJ62                | 7 maggio 2000    | LINEAR                 |
| 87017 -             | 2000 JJ63                | 9 maggio 2000    | LINEAR                 |
| 87018 -             | 2000 JL63                | 9 maggio 2000    | LINEAR                 |
| 87019 -             | 2000 JY63                | 10 maggio 2000   | LINEAR                 |
| 87020 -             | 2000 JA64                | 10 maggio 2000   | LINEAR                 |
| 87021 -             | 2000 JR65                | 6 maggio 2000    | LINEAR                 |
| 87022 -             | 2000 JU65                | 6 maggio 2000    | LINEAR                 |
| 87023 -             | 2000 JC66                | 6 maggio 2000    | LINEAR                 |
| 87024 -             | 2000 JS66                | 5 maggio 2000    | LINEAR                 |
| 87025 -             | 2000 JT66                | 7 maggio 2000    | LONEOS                 |
| 87026 -             | 2000 JH76                | 6 maggio 2000    | LINEAR                 |
| 87027 -             | 2000 JJ77                | 7 maggio 2000    | LINEAR                 |
| 87028 -             | 2000 JA78                | 9 maggio 2000    | LINEAR                 |
| 87029 -             | 2000 JP81                | 9 maggio 2000    | LINEAR                 |
| 87030 -             | 2000 JO82                | 7 maggio 2000    | LINEAR                 |
| 87031 -             | 2000 JS83                | 6 maggio 2000    | LINEAR                 |
| 87032 -             | 2000 JE84                | 5 maggio 2000    | LINEAR                 |
| 87033 -             | 2000 KK                  | 24 maggio 2000   | P. G. Comba            |
| 87034 -             | 2000 KT1                 | 26 maggio 2000   | P. G. Comba            |
| 87035 -             | 2000 KE2                 | 26 maggio 2000   | LINEAR                 |
| 87036 -             | 2000 KW3                 | 27 maggio 2000   | LINEAR                 |
| 87037 -             | 2000 KC4                 | 27 maggio 2000   | J. Broughton           |
| 87038 -             | 2000 KU4                 | 27 maggio 2000   | LINEAR                 |
| 87039 -             | 2000 KT5                 | 27 maggio 2000   | LINEAR                 |
| 87040 -             | 2000 KJ6                 | 27 maggio 2000   | LINEAR                 |
| 87041 -             | 2000 KV6                 | 27 maggio 2000   | LINEAR                 |
| 87042 -             | 2000 KX6                 | 27 maggio 2000   | LINEAR                 |
| 87043 -             | 2000 KQ7                 | 27 maggio 2000   | LINEAR                 |
| 87044 -             | 2000 KC8                 | 27 maggio 2000   | LINEAR                 |
| 87045 -             | 2000 KJ9                 | 28 maggio 2000   | LINEAR                 |
| 87046 -             | 2000 KT12                | 28 maggio 2000   | LINEAR                 |
| 87047 -             | 2000 KZ16                | 28 maggio 2000   | LINEAR                 |
| 87048 -             | 2000 KT20                | 28 maggio 2000   | LINEAR                 |
| 87049 -             | 2000 KP21                | 28 maggio 2000   | LINEAR                 |
| 87050 -             | 2000 KS21                | 28 maggio 2000   | LINEAR                 |
| 87051 -             | 2000 KO26                | 28 maggio 2000   | LINEAR                 |
| 87052 -             | 2000 KG27                | 28 maggio 2000   | LINEAR                 |
| 87053 -             | 2000 KZ29                | 28 maggio 2000   | LINEAR                 |
| 87054 -             | 2000 KU30                | 28 maggio 2000   | LINEAR                 |
| 87055 -             | 2000 KP32                | 28 maggio 2000   | LINEAR                 |
| 87056 -             | 2000 KX34                | 27 maggio 2000   | LINEAR                 |
| 87057 -             | 2000 KD35                | 27 maggio 2000   | LINEAR                 |
| 87058 -             | 2000 KY35                | 27 maggio 2000   | LINEAR                 |
| 87059 -             | 2000 KZ36                | 29 maggio 2000   | LINEAR                 |
| 87060 -             | 2000 KF39                | 24 maggio 2000   | Spacewatch             |
| 87061 -             | 2000 KP45                | 30 maggio 2000   | Spacewatch             |
| 87062 -             | 2000 KC53                | 28 maggio 2000   | LINEAR                 |
| 87063 -             | 2000 KO53                | 29 maggio 2000   | LINEAR                 |
| 87064 -             | 2000 KW54                | 27 maggio 2000   | LINEAR                 |
| 87065 -             | 2000 KM56                | 27 maggio 2000   | LINEAR                 |
| 87066 -             | 2000 KP56                | 27 maggio 2000   | LINEAR                 |
| 87067 -             | 2000 KA57                | 28 maggio 2000   | LINEAR                 |
| 87068 -             | 2000 KN58                | 24 maggio 2000   | LONEOS                 |
| 87069 -             | 2000 KE59                | 24 maggio 2000   | Spacewatch             |
| 87070 -             | 2000 KP59                | 25 maggio 2000   | LONEOS                 |
| 87071 -             | 2000 KM61                | 25 maggio 2000   | LONEOS                 |
| 87072 -             | 2000 KF62                | 26 maggio 2000   | LONEOS                 |
| 87073 -             | 2000 KF66                | 27 maggio 2000   | LINEAR                 |
| 87074 -             | 2000 KC68                | 30 maggio 2000   | LINEAR                 |
| 87075 -             | 2000 KK70                | 28 maggio 2000   | LINEAR                 |
| 87076 -             | 2000 KL73                | 28 maggio 2000   | LONEOS                 |
| 87077 -             | 2000 KS73                | 27 maggio 2000   | LINEAR                 |
| 87078 -             | 2000 KC74                | 27 maggio 2000   | LINEAR                 |
| 87079 -             | 2000 KG75                | 27 maggio 2000   | LINEAR                 |
| 87080 -             | 2000 KH75                | 27 maggio 2000   | LINEAR                 |
| 87081 -             | 2000 KH76                | 27 maggio 2000   | LINEAR                 |
| 87082 -             | 2000 KU76                | 27 maggio 2000   | LINEAR                 |
| 87083 -             | 2000 KV76                | 27 maggio 2000   | LINEAR                 |
| 87084 -             | 2000 KY76                | 27 maggio 2000   | LINEAR                 |
| 87085 -             | 2000 KU78                | 27 maggio 2000   | LINEAR                 |
| 87086 -             | 2000 KZ81                | 24 maggio 2000   | LONEOS                 |
| 87087 -             | 2000 KA83                | 25 maggio 2000   | LONEOS                 |
| 87088 Joannewheeler | 2000 LY                  | 2 giugno 2000    | P. Pravec, P. Kušnirák |
| 87089 -             | 2000 LF1                 | 1 giugno 2000    | Črni Vrh               |
| 87090 -             | 2000 LX2                 | 4 giugno 2000    | LINEAR                 |
| 87091 -             | 2000 LB3                 | 5 giugno 2000    | LINEAR                 |
| 87092 -             | 2000 LK3                 | 4 giugno 2000    | LINEAR                 |
| 87093 -             | 2000 LW6                 | 1 giugno 2000    | Spacewatch             |
| 87094 -             | 2000 LA7                 | 1 giugno 2000    | Spacewatch             |
| 87095 -             | 2000 LO7                 | 5 giugno 2000    | LINEAR                 |
| 87096 -             | 2000 LU9                 | 6 giugno 2000    | LINEAR                 |
| 87097 Lomaki        | 2000 LJ10                | 7 giugno 2000    | Kleť                   |
| 87098 -             | 2000 LS10                | 1 giugno 2000    | LINEAR                 |
| 87099 -             | 2000 LV12                | 5 giugno 2000    | LINEAR                 |
| 87100 -             | 2000 LU14                | 7 giugno 2000    | LINEAR                 |

## 87101-87200
| Nome           | Designazione provvisoria | Data di scoperta | Scopritore      |
| -------------- | ------------------------ | ---------------- | --------------- |
| 87101 -        | 2000 LD17                | 4 giugno 2000    | LINEAR          |
| 87102 -        | 2000 LT17                | 8 giugno 2000    | LINEAR          |
| 87103 -        | 2000 LX17                | 8 giugno 2000    | LINEAR          |
| 87104 -        | 2000 LH18                | 8 giugno 2000    | LINEAR          |
| 87105 -        | 2000 LX18                | 8 giugno 2000    | LINEAR          |
| 87106 -        | 2000 LZ18                | 8 giugno 2000    | LINEAR          |
| 87107 -        | 2000 LD20                | 8 giugno 2000    | LINEAR          |
| 87108 -        | 2000 LU20                | 8 giugno 2000    | LINEAR          |
| 87109 -        | 2000 LA21                | 8 giugno 2000    | LINEAR          |
| 87110 -        | 2000 LW21                | 8 giugno 2000    | LINEAR          |
| 87111 -        | 2000 LJ23                | 3 giugno 2000    | LONEOS          |
| 87112 -        | 2000 LB25                | 1 giugno 2000    | LINEAR          |
| 87113 -        | 2000 LN25                | 7 giugno 2000    | LINEAR          |
| 87114 -        | 2000 LS27                | 6 giugno 2000    | LONEOS          |
| 87115 -        | 2000 LR28                | 9 giugno 2000    | LONEOS          |
| 87116 -        | 2000 LQ30                | 9 giugno 2000    | LONEOS          |
| 87117 -        | 2000 LJ32                | 5 giugno 2000    | LONEOS          |
| 87118 -        | 2000 LB34                | 3 giugno 2000    | NEAT            |
| 87119 -        | 2000 LC34                | 3 giugno 2000    | Spacewatch      |
| 87120 -        | 2000 LO34                | 3 giugno 2000    | LONEOS          |
| 87121 -        | 2000 LG35                | 1 giugno 2000    | NEAT            |
| 87122 -        | 2000 LB36                | 1 giugno 2000    | NEAT            |
| 87123 -        | 2000 MO1                 | 25 giugno 2000   | Farpoint        |
| 87124 -        | 2000 MQ1                 | 26 giugno 2000   | J. Broughton    |
| 87125 -        | 2000 MS1                 | 25 giugno 2000   | P. G. Comba     |
| 87126 -        | 2000 MF4                 | 24 giugno 2000   | LINEAR          |
| 87127 -        | 2000 MM4                 | 25 giugno 2000   | LINEAR          |
| 87128 -        | 2000 MR4                 | 25 giugno 2000   | LINEAR          |
| 87129 -        | 2000 MB5                 | 26 giugno 2000   | LINEAR          |
| 87130 -        | 2000 NE                  | 1 luglio 2000    | P. G. Comba     |
| 87131 -        | 2000 NU1                 | 4 luglio 2000    | Spacewatch      |
| 87132 -        | 2000 NO4                 | 3 luglio 2000    | Spacewatch      |
| 87133 -        | 2000 NY4                 | 7 luglio 2000    | LINEAR          |
| 87134 -        | 2000 NS5                 | 8 luglio 2000    | LINEAR          |
| 87135 -        | 2000 NU5                 | 8 luglio 2000    | LINEAR          |
| 87136 -        | 2000 NU6                 | 4 luglio 2000    | Spacewatch      |
| 87137 -        | 2000 ND8                 | 5 luglio 2000    | Spacewatch      |
| 87138 -        | 2000 NA11                | 10 luglio 2000   | P. R. Holvorcem |
| 87139 -        | 2000 ND12                | 5 luglio 2000    | LONEOS          |
| 87140 -        | 2000 NZ12                | 5 luglio 2000    | LONEOS          |
| 87141 -        | 2000 ND13                | 5 luglio 2000    | LONEOS          |
| 87142 Delsanti | 2000 NL13                | 5 luglio 2000    | LONEOS          |
| 87143 -        | 2000 NQ14                | 5 luglio 2000    | LONEOS          |
| 87144 -        | 2000 NT14                | 5 luglio 2000    | LONEOS          |
| 87145 -        | 2000 NC15                | 5 luglio 2000    | LONEOS          |
| 87146 -        | 2000 NG16                | 5 luglio 2000    | LONEOS          |
| 87147 -        | 2000 NM16                | 5 luglio 2000    | LONEOS          |
| 87148 -        | 2000 NH17                | 5 luglio 2000    | LONEOS          |
| 87149 -        | 2000 NS18                | 5 luglio 2000    | LONEOS          |
| 87150 -        | 2000 NW18                | 5 luglio 2000    | LONEOS          |
| 87151 -        | 2000 NZ18                | 5 luglio 2000    | LONEOS          |
| 87152 -        | 2000 NF20                | 6 luglio 2000    | Spacewatch      |
| 87153 -        | 2000 NR20                | 6 luglio 2000    | Spacewatch      |
| 87154 -        | 2000 NB21                | 6 luglio 2000    | LONEOS          |
| 87155 -        | 2000 NF21                | 7 luglio 2000    | LONEOS          |
| 87156 -        | 2000 NM21                | 7 luglio 2000    | LINEAR          |
| 87157 -        | 2000 NK22                | 7 luglio 2000    | LONEOS          |
| 87158 -        | 2000 NP22                | 7 luglio 2000    | LONEOS          |
| 87159 -        | 2000 NH23                | 5 luglio 2000    | Spacewatch      |
| 87160 -        | 2000 NK24                | 4 luglio 2000    | LONEOS          |
| 87161 -        | 2000 NY24                | 4 luglio 2000    | LONEOS          |
| 87162 -        | 2000 NM25                | 4 luglio 2000    | LONEOS          |
| 87163 -        | 2000 NN25                | 4 luglio 2000    | LONEOS          |
| 87164 -        | 2000 NU25                | 4 luglio 2000    | LONEOS          |
| 87165 -        | 2000 NF27                | 4 luglio 2000    | LONEOS          |
| 87166 -        | 2000 NL28                | 3 luglio 2000    | LINEAR          |
| 87167 -        | 2000 NQ28                | 2 luglio 2000    | Spacewatch      |
| 87168 -        | 2000 OW                  | 24 luglio 2000   | J. Broughton    |
| 87169 -        | 2000 OP2                 | 27 luglio 2000   | Črni Vrh        |
| 87170 -        | 2000 OS3                 | 24 luglio 2000   | LINEAR          |
| 87171 -        | 2000 OP4                 | 24 luglio 2000   | LINEAR          |
| 87172 -        | 2000 OR4                 | 24 luglio 2000   | LINEAR          |
| 87173 -        | 2000 OE5                 | 24 luglio 2000   | LINEAR          |
| 87174 -        | 2000 OF5                 | 24 luglio 2000   | LINEAR          |
| 87175 -        | 2000 OY5                 | 24 luglio 2000   | LINEAR          |
| 87176 -        | 2000 OZ5                 | 24 luglio 2000   | LINEAR          |
| 87177 -        | 2000 OJ6                 | 29 luglio 2000   | LINEAR          |
| 87178 -        | 2000 OZ6                 | 28 luglio 2000   | Črni Vrh        |
| 87179 -        | 2000 ON7                 | 30 luglio 2000   | LINEAR          |
| 87180 -        | 2000 OT7                 | 24 luglio 2000   | LINEAR          |
| 87181 -        | 2000 OC8                 | 30 luglio 2000   | LINEAR          |
| 87182 -        | 2000 OB9                 | 31 luglio 2000   | LINEAR          |
| 87183 -        | 2000 OX9                 | 23 luglio 2000   | LINEAR          |
| 87184 -        | 2000 OC10                | 23 luglio 2000   | LINEAR          |
| 87185 -        | 2000 OP12                | 23 luglio 2000   | LINEAR          |
| 87186 -        | 2000 OG13                | 23 luglio 2000   | LINEAR          |
| 87187 -        | 2000 OQ13                | 23 luglio 2000   | LINEAR          |
| 87188 -        | 2000 OL14                | 23 luglio 2000   | LINEAR          |
| 87189 -        | 2000 OM14                | 23 luglio 2000   | LINEAR          |
| 87190 -        | 2000 OR14                | 23 luglio 2000   | LINEAR          |
| 87191 -        | 2000 OM15                | 23 luglio 2000   | LINEAR          |
| 87192 -        | 2000 OG17                | 23 luglio 2000   | LINEAR          |
| 87193 -        | 2000 OS17                | 23 luglio 2000   | LINEAR          |
| 87194 -        | 2000 OK18                | 23 luglio 2000   | LINEAR          |
| 87195 -        | 2000 OW18                | 23 luglio 2000   | LINEAR          |
| 87196 -        | 2000 OG20                | 30 luglio 2000   | LINEAR          |
| 87197 -        | 2000 OE22                | 30 luglio 2000   | LINEAR          |
| 87198 -        | 2000 OQ22                | 31 luglio 2000   | LINEAR          |
| 87199 -        | 2000 OD24                | 23 luglio 2000   | LINEAR          |
| 87200 -        | 2000 OV24                | 23 luglio 2000   | LINEAR          |

## 87201-87300
| Nome                | Designazione provvisoria | Data di scoperta | Scopritore     |
| ------------------- | ------------------------ | ---------------- | -------------- |
| 87201 -             | 2000 OO25                | 23 luglio 2000   | LINEAR         |
| 87202 -             | 2000 OV25                | 23 luglio 2000   | LINEAR         |
| 87203 -             | 2000 OL26                | 23 luglio 2000   | LINEAR         |
| 87204 -             | 2000 OL29                | 30 luglio 2000   | LINEAR         |
| 87205 -             | 2000 OB30                | 30 luglio 2000   | LINEAR         |
| 87206 -             | 2000 ON31                | 30 luglio 2000   | LINEAR         |
| 87207 -             | 2000 OO32                | 30 luglio 2000   | LINEAR         |
| 87208 -             | 2000 OQ32                | 30 luglio 2000   | LINEAR         |
| 87209 -             | 2000 OW32                | 30 luglio 2000   | LINEAR         |
| 87210 -             | 2000 OS35                | 31 luglio 2000   | LINEAR         |
| 87211 -             | 2000 OP36                | 30 luglio 2000   | LINEAR         |
| 87212 -             | 2000 OQ36                | 30 luglio 2000   | LINEAR         |
| 87213 -             | 2000 OT36                | 30 luglio 2000   | LINEAR         |
| 87214 -             | 2000 OX36                | 30 luglio 2000   | LINEAR         |
| 87215 -             | 2000 OM37                | 30 luglio 2000   | LINEAR         |
| 87216 -             | 2000 OG38                | 30 luglio 2000   | LINEAR         |
| 87217 -             | 2000 OO38                | 30 luglio 2000   | LINEAR         |
| 87218 -             | 2000 OS38                | 30 luglio 2000   | LINEAR         |
| 87219 Marcbernstein | 2000 OH39                | 30 luglio 2000   | LINEAR         |
| 87220 -             | 2000 OK40                | 30 luglio 2000   | LINEAR         |
| 87221 -             | 2000 OQ40                | 30 luglio 2000   | LINEAR         |
| 87222 -             | 2000 OV40                | 30 luglio 2000   | LINEAR         |
| 87223 -             | 2000 OD41                | 30 luglio 2000   | LINEAR         |
| 87224 -             | 2000 OG41                | 30 luglio 2000   | LINEAR         |
| 87225 -             | 2000 OP41                | 30 luglio 2000   | LINEAR         |
| 87226 -             | 2000 OY41                | 30 luglio 2000   | LINEAR         |
| 87227 -             | 2000 OC42                | 30 luglio 2000   | LINEAR         |
| 87228 -             | 2000 OD42                | 30 luglio 2000   | LINEAR         |
| 87229 -             | 2000 OO42                | 30 luglio 2000   | LINEAR         |
| 87230 -             | 2000 OZ42                | 30 luglio 2000   | LINEAR         |
| 87231 -             | 2000 OB43                | 30 luglio 2000   | LINEAR         |
| 87232 -             | 2000 OC43                | 30 luglio 2000   | LINEAR         |
| 87233 -             | 2000 OE43                | 30 luglio 2000   | LINEAR         |
| 87234 -             | 2000 OX43                | 30 luglio 2000   | LINEAR         |
| 87235 -             | 2000 OM44                | 30 luglio 2000   | LINEAR         |
| 87236 -             | 2000 OO44                | 30 luglio 2000   | LINEAR         |
| 87237 -             | 2000 OP44                | 30 luglio 2000   | LINEAR         |
| 87238 -             | 2000 OA45                | 30 luglio 2000   | LINEAR         |
| 87239 -             | 2000 OH45                | 30 luglio 2000   | LINEAR         |
| 87240 -             | 2000 OJ45                | 30 luglio 2000   | LINEAR         |
| 87241 -             | 2000 OL45                | 30 luglio 2000   | LINEAR         |
| 87242 -             | 2000 OU45                | 30 luglio 2000   | LINEAR         |
| 87243 -             | 2000 OV45                | 30 luglio 2000   | LINEAR         |
| 87244 -             | 2000 OT46                | 31 luglio 2000   | LINEAR         |
| 87245 -             | 2000 OX46                | 31 luglio 2000   | LINEAR         |
| 87246 -             | 2000 OA47                | 31 luglio 2000   | LINEAR         |
| 87247 -             | 2000 OB47                | 31 luglio 2000   | LINEAR         |
| 87248 -             | 2000 OQ47                | 31 luglio 2000   | LINEAR         |
| 87249 -             | 2000 OR47                | 31 luglio 2000   | LINEAR         |
| 87250 -             | 2000 OX47                | 31 luglio 2000   | LINEAR         |
| 87251 -             | 2000 OV49                | 31 luglio 2000   | LINEAR         |
| 87252 -             | 2000 OM50                | 31 luglio 2000   | LINEAR         |
| 87253 -             | 2000 OT50                | 31 luglio 2000   | LINEAR         |
| 87254 -             | 2000 OY52                | 31 luglio 2000   | LINEAR         |
| 87255 -             | 2000 OB53                | 30 luglio 2000   | LINEAR         |
| 87256 -             | 2000 ON53                | 30 luglio 2000   | LINEAR         |
| 87257 -             | 2000 OO53                | 30 luglio 2000   | LINEAR         |
| 87258 -             | 2000 OP53                | 30 luglio 2000   | LINEAR         |
| 87259 -             | 2000 OW53                | 30 luglio 2000   | LINEAR         |
| 87260 -             | 2000 ON54                | 29 luglio 2000   | LONEOS         |
| 87261 -             | 2000 OQ55                | 29 luglio 2000   | LONEOS         |
| 87262 -             | 2000 OC56                | 29 luglio 2000   | LONEOS         |
| 87263 -             | 2000 OB57                | 29 luglio 2000   | LONEOS         |
| 87264 -             | 2000 OY57                | 29 luglio 2000   | LONEOS         |
| 87265 -             | 2000 OL58                | 29 luglio 2000   | LONEOS         |
| 87266 -             | 2000 OK59                | 29 luglio 2000   | LONEOS         |
| 87267 -             | 2000 OM59                | 29 luglio 2000   | LONEOS         |
| 87268 -             | 2000 OR59                | 29 luglio 2000   | LONEOS         |
| 87269 -             | 2000 OO67                | 29 luglio 2000   | Cerro Tololo   |
| 87270 -             | 2000 OR69                | 31 luglio 2000   | M. W. Buie     |
| 87271 Kokubunji     | 2000 PY3                 | 3 agosto 2000    | BATTeRS        |
| 87272 -             | 2000 PL4                 | 1 agosto 2000    | LINEAR         |
| 87273 -             | 2000 PP7                 | 2 agosto 2000    | LINEAR         |
| 87274 -             | 2000 PB8                 | 3 agosto 2000    | LINEAR         |
| 87275 -             | 2000 PZ8                 | 4 agosto 2000    | R. H. McNaught |
| 87276 -             | 2000 PE9                 | 6 agosto 2000    | R. H. McNaught |
| 87277 -             | 2000 PR11                | 1 agosto 2000    | LINEAR         |
| 87278 -             | 2000 PT11                | 1 agosto 2000    | LINEAR         |
| 87279 -             | 2000 PX11                | 1 agosto 2000    | LINEAR         |
| 87280 -             | 2000 PF12                | 1 agosto 2000    | LINEAR         |
| 87281 -             | 2000 PV12                | 8 agosto 2000    | LINEAR         |
| 87282 -             | 2000 PW12                | 8 agosto 2000    | LINEAR         |
| 87283 -             | 2000 PX12                | 8 agosto 2000    | LINEAR         |
| 87284 -             | 2000 PE14                | 1 agosto 2000    | LINEAR         |
| 87285 -             | 2000 PT14                | 1 agosto 2000    | LINEAR         |
| 87286 -             | 2000 PW14                | 1 agosto 2000    | LINEAR         |
| 87287 -             | 2000 PR16                | 1 agosto 2000    | LINEAR         |
| 87288 -             | 2000 PY16                | 1 agosto 2000    | LINEAR         |
| 87289 -             | 2000 PC17                | 1 agosto 2000    | LINEAR         |
| 87290 -             | 2000 PF18                | 1 agosto 2000    | LINEAR         |
| 87291 -             | 2000 PG18                | 1 agosto 2000    | LINEAR         |
| 87292 -             | 2000 PZ19                | 1 agosto 2000    | LINEAR         |
| 87293 -             | 2000 PK20                | 1 agosto 2000    | LINEAR         |
| 87294 -             | 2000 PR20                | 1 agosto 2000    | LINEAR         |
| 87295 -             | 2000 PT20                | 1 agosto 2000    | LINEAR         |
| 87296 -             | 2000 PK23                | 2 agosto 2000    | LINEAR         |
| 87297 -             | 2000 PL23                | 2 agosto 2000    | LINEAR         |
| 87298 -             | 2000 PA24                | 2 agosto 2000    | LINEAR         |
| 87299 -             | 2000 PU24                | 3 agosto 2000    | LINEAR         |
| 87300 -             | 2000 PF25                | 3 agosto 2000    | LINEAR         |

## 87301-87400
| Nome              | Designazione provvisoria | Data di scoperta | Scopritore   |
| ----------------- | ------------------------ | ---------------- | ------------ |
| 87301 -           | 2000 PT25                | 4 agosto 2000    | LINEAR       |
| 87302 -           | 2000 PV25                | 4 agosto 2000    | LINEAR       |
| 87303 -           | 2000 PJ26                | 5 agosto 2000    | NEAT         |
| 87304 -           | 2000 PY26                | 9 agosto 2000    | LINEAR       |
| 87305 -           | 2000 PB27                | 9 agosto 2000    | LINEAR       |
| 87306 -           | 2000 PR27                | 10 agosto 2000   | LINEAR       |
| 87307 -           | 2000 PA28                | 7 agosto 2000    | BATTeRS      |
| 87308 -           | 2000 PY28                | 2 agosto 2000    | LINEAR       |
| 87309 -           | 2000 QP                  | 21 agosto 2000   | LINEAR       |
| 87310 -           | 2000 QE1                 | 23 agosto 2000   | J. Broughton |
| 87311 -           | 2000 QJ1                 | 21 agosto 2000   | LONEOS       |
| 87312 Akirasuzuki | 2000 QK1                 | 23 agosto 2000   | BATTeRS      |
| 87313 -           | 2000 QB3                 | 24 agosto 2000   | LINEAR       |
| 87314 -           | 2000 QJ3                 | 24 agosto 2000   | LINEAR       |
| 87315 -           | 2000 QV4                 | 24 agosto 2000   | LINEAR       |
| 87316 -           | 2000 QL5                 | 24 agosto 2000   | LINEAR       |
| 87317 -           | 2000 QM5                 | 24 agosto 2000   | LINEAR       |
| 87318 -           | 2000 QS8                 | 24 agosto 2000   | Črni Vrh     |
| 87319 -           | 2000 QD9                 | 25 agosto 2000   | Črni Vrh     |
| 87320 -           | 2000 QX9                 | 24 agosto 2000   | LINEAR       |
| 87321 -           | 2000 QA10                | 24 agosto 2000   | LINEAR       |
| 87322 -           | 2000 QX10                | 24 agosto 2000   | LINEAR       |
| 87323 -           | 2000 QB11                | 24 agosto 2000   | LINEAR       |
| 87324 -           | 2000 QH11                | 24 agosto 2000   | LINEAR       |
| 87325 -           | 2000 QM11                | 24 agosto 2000   | LINEAR       |
| 87326 -           | 2000 QV13                | 24 agosto 2000   | LINEAR       |
| 87327 -           | 2000 QZ16                | 24 agosto 2000   | LINEAR       |
| 87328 -           | 2000 QC17                | 24 agosto 2000   | LINEAR       |
| 87329 -           | 2000 QO17                | 24 agosto 2000   | LINEAR       |
| 87330 -           | 2000 QJ18                | 24 agosto 2000   | LINEAR       |
| 87331 -           | 2000 QX18                | 24 agosto 2000   | LINEAR       |
| 87332 -           | 2000 QF19                | 24 agosto 2000   | LINEAR       |
| 87333 -           | 2000 QB20                | 24 agosto 2000   | LINEAR       |
| 87334 -           | 2000 QK20                | 24 agosto 2000   | LINEAR       |
| 87335 -           | 2000 QB21                | 24 agosto 2000   | LINEAR       |
| 87336 -           | 2000 QA22                | 24 agosto 2000   | LINEAR       |
| 87337 -           | 2000 QE22                | 24 agosto 2000   | LINEAR       |
| 87338 -           | 2000 QP22                | 25 agosto 2000   | LINEAR       |
| 87339 -           | 2000 QQ22                | 25 agosto 2000   | LINEAR       |
| 87340 -           | 2000 QB23                | 25 agosto 2000   | LINEAR       |
| 87341 -           | 2000 QF23                | 25 agosto 2000   | LINEAR       |
| 87342 -           | 2000 QR23                | 25 agosto 2000   | LINEAR       |
| 87343 -           | 2000 QH25                | 25 agosto 2000   | LINEAR       |
| 87344 -           | 2000 QM25                | 26 agosto 2000   | LINEAR       |
| 87345 -           | 2000 QX25                | 26 agosto 2000   | LINEAR       |
| 87346 -           | 2000 QZ27                | 24 agosto 2000   | LINEAR       |
| 87347 -           | 2000 QR28                | 24 agosto 2000   | LINEAR       |
| 87348 -           | 2000 QR29                | 24 agosto 2000   | LINEAR       |
| 87349 -           | 2000 QU29                | 25 agosto 2000   | LINEAR       |
| 87350 -           | 2000 QW29                | 25 agosto 2000   | LINEAR       |
| 87351 -           | 2000 QE31                | 26 agosto 2000   | LINEAR       |
| 87352 -           | 2000 QJ32                | 26 agosto 2000   | LINEAR       |
| 87353 -           | 2000 QQ32                | 26 agosto 2000   | LINEAR       |
| 87354 -           | 2000 QR33                | 26 agosto 2000   | LINEAR       |
| 87355 -           | 2000 QC36                | 24 agosto 2000   | LINEAR       |
| 87356 -           | 2000 QU36                | 24 agosto 2000   | LINEAR       |
| 87357 -           | 2000 QN37                | 24 agosto 2000   | LINEAR       |
| 87358 -           | 2000 QZ37                | 24 agosto 2000   | LINEAR       |
| 87359 -           | 2000 QQ39                | 24 agosto 2000   | LINEAR       |
| 87360 -           | 2000 QK42                | 24 agosto 2000   | LINEAR       |
| 87361 -           | 2000 QK43                | 24 agosto 2000   | LINEAR       |
| 87362 -           | 2000 QS45                | 24 agosto 2000   | LINEAR       |
| 87363 -           | 2000 QX45                | 24 agosto 2000   | LINEAR       |
| 87364 -           | 2000 QA46                | 24 agosto 2000   | LINEAR       |
| 87365 -           | 2000 QL46                | 24 agosto 2000   | LINEAR       |
| 87366 -           | 2000 QA47                | 24 agosto 2000   | LINEAR       |
| 87367 -           | 2000 QK47                | 24 agosto 2000   | LINEAR       |
| 87368 -           | 2000 QT48                | 24 agosto 2000   | LINEAR       |
| 87369 -           | 2000 QB49                | 24 agosto 2000   | LINEAR       |
| 87370 -           | 2000 QY50                | 24 agosto 2000   | LINEAR       |
| 87371 -           | 2000 QD52                | 24 agosto 2000   | LINEAR       |
| 87372 -           | 2000 QP53                | 25 agosto 2000   | LINEAR       |
| 87373 -           | 2000 QN54                | 25 agosto 2000   | LINEAR       |
| 87374 -           | 2000 QY54                | 25 agosto 2000   | LINEAR       |
| 87375 -           | 2000 QN55                | 25 agosto 2000   | LINEAR       |
| 87376 -           | 2000 QN57                | 26 agosto 2000   | LINEAR       |
| 87377 -           | 2000 QS58                | 26 agosto 2000   | LINEAR       |
| 87378 -           | 2000 QQ59                | 26 agosto 2000   | LINEAR       |
| 87379 -           | 2000 QU59                | 26 agosto 2000   | LINEAR       |
| 87380 -           | 2000 QJ60                | 26 agosto 2000   | LINEAR       |
| 87381 -           | 2000 QE62                | 28 agosto 2000   | LINEAR       |
| 87382 -           | 2000 QF62                | 28 agosto 2000   | LINEAR       |
| 87383 -           | 2000 QU62                | 28 agosto 2000   | LINEAR       |
| 87384 -           | 2000 QT63                | 28 agosto 2000   | LINEAR       |
| 87385 -           | 2000 QV63                | 28 agosto 2000   | LINEAR       |
| 87386 -           | 2000 QG65                | 28 agosto 2000   | LINEAR       |
| 87387 -           | 2000 QW65                | 28 agosto 2000   | LINEAR       |
| 87388 -           | 2000 QL66                | 28 agosto 2000   | LINEAR       |
| 87389 -           | 2000 QT66                | 28 agosto 2000   | LINEAR       |
| 87390 -           | 2000 QN67                | 28 agosto 2000   | LINEAR       |
| 87391 -           | 2000 QY67                | 28 agosto 2000   | LINEAR       |
| 87392 -           | 2000 QB69                | 29 agosto 2000   | J. Broughton |
| 87393 -           | 2000 QA71                | 27 agosto 2000   | Needville    |
| 87394 -           | 2000 QF72                | 24 agosto 2000   | LINEAR       |
| 87395 -           | 2000 QP72                | 24 agosto 2000   | LINEAR       |
| 87396 -           | 2000 QT72                | 24 agosto 2000   | LINEAR       |
| 87397 -           | 2000 QB73                | 24 agosto 2000   | LINEAR       |
| 87398 -           | 2000 QD73                | 24 agosto 2000   | LINEAR       |
| 87399 -           | 2000 QR73                | 24 agosto 2000   | LINEAR       |
| 87400 -           | 2000 QW73                | 24 agosto 2000   | LINEAR       |

## 87401-87500
| Nome    | Designazione provvisoria | Data di scoperta | Scopritore   |
| ------- | ------------------------ | ---------------- | ------------ |
| 87401 - | 2000 QS74                | 24 agosto 2000   | LINEAR       |
| 87402 - | 2000 QE75                | 24 agosto 2000   | LINEAR       |
| 87403 - | 2000 QH76                | 24 agosto 2000   | LINEAR       |
| 87404 - | 2000 QK76                | 24 agosto 2000   | LINEAR       |
| 87405 - | 2000 QP77                | 24 agosto 2000   | LINEAR       |
| 87406 - | 2000 QC83                | 24 agosto 2000   | LINEAR       |
| 87407 - | 2000 QJ83                | 24 agosto 2000   | LINEAR       |
| 87408 - | 2000 QN83                | 24 agosto 2000   | LINEAR       |
| 87409 - | 2000 QU85                | 25 agosto 2000   | LINEAR       |
| 87410 - | 2000 QY86                | 25 agosto 2000   | LINEAR       |
| 87411 - | 2000 QC88                | 25 agosto 2000   | LINEAR       |
| 87412 - | 2000 QE88                | 25 agosto 2000   | LINEAR       |
| 87413 - | 2000 QU89                | 25 agosto 2000   | LINEAR       |
| 87414 - | 2000 QB90                | 25 agosto 2000   | LINEAR       |
| 87415 - | 2000 QA92                | 25 agosto 2000   | LINEAR       |
| 87416 - | 2000 QM92                | 25 agosto 2000   | LINEAR       |
| 87417 - | 2000 QM93                | 26 agosto 2000   | LINEAR       |
| 87418 - | 2000 QZ94                | 26 agosto 2000   | LINEAR       |
| 87419 - | 2000 QM95                | 26 agosto 2000   | LINEAR       |
| 87420 - | 2000 QN95                | 26 agosto 2000   | LINEAR       |
| 87421 - | 2000 QS97                | 28 agosto 2000   | LINEAR       |
| 87422 - | 2000 QE99                | 28 agosto 2000   | LINEAR       |
| 87423 - | 2000 QW99                | 28 agosto 2000   | LINEAR       |
| 87424 - | 2000 QY99                | 28 agosto 2000   | LINEAR       |
| 87425 - | 2000 QJ100               | 28 agosto 2000   | LINEAR       |
| 87426 - | 2000 QH101               | 28 agosto 2000   | LINEAR       |
| 87427 - | 2000 QE102               | 28 agosto 2000   | LINEAR       |
| 87428 - | 2000 QY102               | 28 agosto 2000   | LINEAR       |
| 87429 - | 2000 QM103               | 28 agosto 2000   | LINEAR       |
| 87430 - | 2000 QG104               | 28 agosto 2000   | LINEAR       |
| 87431 - | 2000 QE105               | 28 agosto 2000   | LINEAR       |
| 87432 - | 2000 QG105               | 28 agosto 2000   | LINEAR       |
| 87433 - | 2000 QM105               | 28 agosto 2000   | LINEAR       |
| 87434 - | 2000 QX105               | 28 agosto 2000   | LINEAR       |
| 87435 - | 2000 QH106               | 29 agosto 2000   | LINEAR       |
| 87436 - | 2000 QO106               | 29 agosto 2000   | LINEAR       |
| 87437 - | 2000 QC107               | 29 agosto 2000   | LINEAR       |
| 87438 - | 2000 QH107               | 29 agosto 2000   | LINEAR       |
| 87439 - | 2000 QZ108               | 29 agosto 2000   | LINEAR       |
| 87440 - | 2000 QA110               | 24 agosto 2000   | LINEAR       |
| 87441 - | 2000 QE110               | 24 agosto 2000   | LINEAR       |
| 87442 - | 2000 QZ110               | 24 agosto 2000   | LINEAR       |
| 87443 - | 2000 QL111               | 24 agosto 2000   | LINEAR       |
| 87444 - | 2000 QZ111               | 24 agosto 2000   | LINEAR       |
| 87445 - | 2000 QM113               | 24 agosto 2000   | LINEAR       |
| 87446 - | 2000 QO113               | 24 agosto 2000   | LINEAR       |
| 87447 - | 2000 QR116               | 28 agosto 2000   | LINEAR       |
| 87448 - | 2000 QA118               | 25 agosto 2000   | LINEAR       |
| 87449 - | 2000 QF119               | 25 agosto 2000   | LINEAR       |
| 87450 - | 2000 QB120               | 25 agosto 2000   | LINEAR       |
| 87451 - | 2000 QD120               | 25 agosto 2000   | LINEAR       |
| 87452 - | 2000 QD121               | 25 agosto 2000   | LINEAR       |
| 87453 - | 2000 QE121               | 25 agosto 2000   | LINEAR       |
| 87454 - | 2000 QG121               | 25 agosto 2000   | LINEAR       |
| 87455 - | 2000 QK122               | 25 agosto 2000   | LINEAR       |
| 87456 - | 2000 QM122               | 25 agosto 2000   | LINEAR       |
| 87457 - | 2000 QR123               | 25 agosto 2000   | LINEAR       |
| 87458 - | 2000 QK124               | 28 agosto 2000   | LINEAR       |
| 87459 - | 2000 QL125               | 31 agosto 2000   | LINEAR       |
| 87460 - | 2000 QR126               | 31 agosto 2000   | LINEAR       |
| 87461 - | 2000 QD127               | 24 agosto 2000   | LINEAR       |
| 87462 - | 2000 QS127               | 24 agosto 2000   | LINEAR       |
| 87463 - | 2000 QT128               | 25 agosto 2000   | LINEAR       |
| 87464 - | 2000 QV129               | 31 agosto 2000   | J. Broughton |
| 87465 - | 2000 QU130               | 24 agosto 2000   | LINEAR       |
| 87466 - | 2000 QX130               | 24 agosto 2000   | LINEAR       |
| 87467 - | 2000 QC131               | 24 agosto 2000   | LINEAR       |
| 87468 - | 2000 QF131               | 24 agosto 2000   | LINEAR       |
| 87469 - | 2000 QT131               | 25 agosto 2000   | LINEAR       |
| 87470 - | 2000 QM133               | 26 agosto 2000   | LINEAR       |
| 87471 - | 2000 QL134               | 26 agosto 2000   | LINEAR       |
| 87472 - | 2000 QU135               | 26 agosto 2000   | LINEAR       |
| 87473 - | 2000 QK137               | 31 agosto 2000   | LINEAR       |
| 87474 - | 2000 QF139               | 31 agosto 2000   | LINEAR       |
| 87475 - | 2000 QM139               | 31 agosto 2000   | LINEAR       |
| 87476 - | 2000 QH140               | 31 agosto 2000   | LINEAR       |
| 87477 - | 2000 QN140               | 31 agosto 2000   | LINEAR       |
| 87478 - | 2000 QM141               | 31 agosto 2000   | LINEAR       |
| 87479 - | 2000 QB143               | 31 agosto 2000   | LINEAR       |
| 87480 - | 2000 QZ143               | 31 agosto 2000   | LINEAR       |
| 87481 - | 2000 QC144               | 31 agosto 2000   | LINEAR       |
| 87482 - | 2000 QJ146               | 31 agosto 2000   | LINEAR       |
| 87483 - | 2000 QN149               | 24 agosto 2000   | LINEAR       |
| 87484 - | 2000 QD150               | 25 agosto 2000   | LINEAR       |
| 87485 - | 2000 QT150               | 25 agosto 2000   | LINEAR       |
| 87486 - | 2000 QQ153               | 29 agosto 2000   | LINEAR       |
| 87487 - | 2000 QY153               | 31 agosto 2000   | LINEAR       |
| 87488 - | 2000 QG154               | 31 agosto 2000   | LINEAR       |
| 87489 - | 2000 QJ156               | 31 agosto 2000   | LINEAR       |
| 87490 - | 2000 QN156               | 31 agosto 2000   | LINEAR       |
| 87491 - | 2000 QE157               | 31 agosto 2000   | LINEAR       |
| 87492 - | 2000 QP158               | 31 agosto 2000   | LINEAR       |
| 87493 - | 2000 QM159               | 31 agosto 2000   | LINEAR       |
| 87494 - | 2000 QC161               | 31 agosto 2000   | LINEAR       |
| 87495 - | 2000 QH162               | 31 agosto 2000   | LINEAR       |
| 87496 - | 2000 QJ162               | 31 agosto 2000   | LINEAR       |
| 87497 - | 2000 QX165               | 31 agosto 2000   | LINEAR       |
| 87498 - | 2000 QX166               | 31 agosto 2000   | LINEAR       |
| 87499 - | 2000 QE167               | 31 agosto 2000   | LINEAR       |
| 87500 - | 2000 QS167               | 31 agosto 2000   | LINEAR       |

## 87501-87600
| Nome    | Designazione provvisoria | Data di scoperta | Scopritore   |
| ------- | ------------------------ | ---------------- | ------------ |
| 87501 - | 2000 QD169               | 31 agosto 2000   | LINEAR       |
| 87502 - | 2000 QC173               | 31 agosto 2000   | LINEAR       |
| 87503 - | 2000 QH173               | 31 agosto 2000   | LINEAR       |
| 87504 - | 2000 QB174               | 31 agosto 2000   | LINEAR       |
| 87505 - | 2000 QD174               | 31 agosto 2000   | LINEAR       |
| 87506 - | 2000 QG174               | 31 agosto 2000   | LINEAR       |
| 87507 - | 2000 QY175               | 31 agosto 2000   | LINEAR       |
| 87508 - | 2000 QE176               | 31 agosto 2000   | LINEAR       |
| 87509 - | 2000 QT181               | 31 agosto 2000   | LINEAR       |
| 87510 - | 2000 QJ183               | 24 agosto 2000   | LINEAR       |
| 87511 - | 2000 QA184               | 26 agosto 2000   | LINEAR       |
| 87512 - | 2000 QZ184               | 26 agosto 2000   | LINEAR       |
| 87513 - | 2000 QD188               | 26 agosto 2000   | LINEAR       |
| 87514 - | 2000 QB190               | 26 agosto 2000   | LINEAR       |
| 87515 - | 2000 QG190               | 26 agosto 2000   | LINEAR       |
| 87516 - | 2000 QU190               | 26 agosto 2000   | LINEAR       |
| 87517 - | 2000 QB191               | 26 agosto 2000   | LINEAR       |
| 87518 - | 2000 QM191               | 26 agosto 2000   | LINEAR       |
| 87519 - | 2000 QO191               | 26 agosto 2000   | LINEAR       |
| 87520 - | 2000 QL192               | 26 agosto 2000   | LINEAR       |
| 87521 - | 2000 QM192               | 26 agosto 2000   | LINEAR       |
| 87522 - | 2000 QK193               | 29 agosto 2000   | LINEAR       |
| 87523 - | 2000 QS193               | 29 agosto 2000   | LINEAR       |
| 87524 - | 2000 QQ197               | 29 agosto 2000   | LINEAR       |
| 87525 - | 2000 QV197               | 29 agosto 2000   | LINEAR       |
| 87526 - | 2000 QK198               | 29 agosto 2000   | LINEAR       |
| 87527 - | 2000 QO198               | 29 agosto 2000   | LINEAR       |
| 87528 - | 2000 QP198               | 29 agosto 2000   | LINEAR       |
| 87529 - | 2000 QZ199               | 29 agosto 2000   | LINEAR       |
| 87530 - | 2000 QG200               | 29 agosto 2000   | LINEAR       |
| 87531 - | 2000 QJ200               | 29 agosto 2000   | LINEAR       |
| 87532 - | 2000 QX201               | 29 agosto 2000   | LINEAR       |
| 87533 - | 2000 QG203               | 29 agosto 2000   | LINEAR       |
| 87534 - | 2000 QR203               | 29 agosto 2000   | LINEAR       |
| 87535 - | 2000 QY203               | 29 agosto 2000   | LINEAR       |
| 87536 - | 2000 QZ203               | 29 agosto 2000   | LINEAR       |
| 87537 - | 2000 QX205               | 31 agosto 2000   | LINEAR       |
| 87538 - | 2000 QA206               | 31 agosto 2000   | LINEAR       |
| 87539 - | 2000 QY206               | 31 agosto 2000   | LINEAR       |
| 87540 - | 2000 QB207               | 31 agosto 2000   | LINEAR       |
| 87541 - | 2000 QG208               | 31 agosto 2000   | LINEAR       |
| 87542 - | 2000 QA214               | 31 agosto 2000   | LINEAR       |
| 87543 - | 2000 QA215               | 31 agosto 2000   | LINEAR       |
| 87544 - | 2000 QL217               | 31 agosto 2000   | LINEAR       |
| 87545 - | 2000 QB218               | 31 agosto 2000   | LINEAR       |
| 87546 - | 2000 QE218               | 31 agosto 2000   | LINEAR       |
| 87547 - | 2000 QZ219               | 21 agosto 2000   | LONEOS       |
| 87548 - | 2000 QC222               | 21 agosto 2000   | LONEOS       |
| 87549 - | 2000 QW222               | 21 agosto 2000   | LONEOS       |
| 87550 - | 2000 QU224               | 26 agosto 2000   | NEAT         |
| 87551 - | 2000 QC227               | 31 agosto 2000   | LINEAR       |
| 87552 - | 2000 QV227               | 31 agosto 2000   | LINEAR       |
| 87553 - | 2000 QO229               | 31 agosto 2000   | LINEAR       |
| 87554 - | 2000 QM231               | 29 agosto 2000   | LINEAR       |
| 87555 - | 2000 QB243               | 25 agosto 2000   | Cerro Tololo |
| 87556 - | 2000 RL1                 | 1 settembre 2000 | LINEAR       |
| 87557 - | 2000 RX1                 | 1 settembre 2000 | LINEAR       |
| 87558 - | 2000 RL3                 | 1 settembre 2000 | LINEAR       |
| 87559 - | 2000 RC4                 | 1 settembre 2000 | LINEAR       |
| 87560 - | 2000 RE4                 | 1 settembre 2000 | LINEAR       |
| 87561 - | 2000 RM4                 | 1 settembre 2000 | LINEAR       |
| 87562 - | 2000 RZ5                 | 1 settembre 2000 | LINEAR       |
| 87563 - | 2000 RP6                 | 1 settembre 2000 | LINEAR       |
| 87564 - | 2000 RQ9                 | 1 settembre 2000 | LINEAR       |
| 87565 - | 2000 RE10                | 1 settembre 2000 | LINEAR       |
| 87566 - | 2000 RO10                | 1 settembre 2000 | LINEAR       |
| 87567 - | 2000 RC11                | 1 settembre 2000 | LINEAR       |
| 87568 - | 2000 RW11                | 3 settembre 2000 | LINEAR       |
| 87569 - | 2000 RS12                | 1 settembre 2000 | LINEAR       |
| 87570 - | 2000 RB13                | 1 settembre 2000 | LINEAR       |
| 87571 - | 2000 RS13                | 1 settembre 2000 | LINEAR       |
| 87572 - | 2000 RF14                | 1 settembre 2000 | LINEAR       |
| 87573 - | 2000 RH14                | 1 settembre 2000 | LINEAR       |
| 87574 - | 2000 RK14                | 1 settembre 2000 | LINEAR       |
| 87575 - | 2000 RN14                | 1 settembre 2000 | LINEAR       |
| 87576 - | 2000 RY14                | 1 settembre 2000 | LINEAR       |
| 87577 - | 2000 RH15                | 1 settembre 2000 | LINEAR       |
| 87578 - | 2000 RU15                | 1 settembre 2000 | LINEAR       |
| 87579 - | 2000 RX15                | 1 settembre 2000 | LINEAR       |
| 87580 - | 2000 RE16                | 1 settembre 2000 | LINEAR       |
| 87581 - | 2000 RX18                | 1 settembre 2000 | LINEAR       |
| 87582 - | 2000 RP19                | 1 settembre 2000 | LINEAR       |
| 87583 - | 2000 RD20                | 1 settembre 2000 | LINEAR       |
| 87584 - | 2000 RE21                | 1 settembre 2000 | LINEAR       |
| 87585 - | 2000 RV21                | 1 settembre 2000 | LINEAR       |
| 87586 - | 2000 RJ22                | 1 settembre 2000 | LINEAR       |
| 87587 - | 2000 RL22                | 1 settembre 2000 | LINEAR       |
| 87588 - | 2000 RY22                | 1 settembre 2000 | LINEAR       |
| 87589 - | 2000 RN23                | 1 settembre 2000 | LINEAR       |
| 87590 - | 2000 RO24                | 1 settembre 2000 | LINEAR       |
| 87591 - | 2000 RX26                | 1 settembre 2000 | LINEAR       |
| 87592 - | 2000 RD28                | 1 settembre 2000 | LINEAR       |
| 87593 - | 2000 RE28                | 1 settembre 2000 | LINEAR       |
| 87594 - | 2000 RL29                | 1 settembre 2000 | LINEAR       |
| 87595 - | 2000 RM30                | 1 settembre 2000 | LINEAR       |
| 87596 - | 2000 RG31                | 1 settembre 2000 | LINEAR       |
| 87597 - | 2000 RU32                | 1 settembre 2000 | LINEAR       |
| 87598 - | 2000 RY32                | 1 settembre 2000 | LINEAR       |
| 87599 - | 2000 RM33                | 1 settembre 2000 | LINEAR       |
| 87600 - | 2000 RF34                | 1 settembre 2000 | LINEAR       |

## 87601-87700
| Nome           | Designazione provvisoria | Data di scoperta  | Scopritore  |
| -------------- | ------------------------ | ----------------- | ----------- |
| 87601 -        | 2000 RP37                | 3 settembre 2000  | LINEAR      |
| 87602 -        | 2000 RS38                | 3 settembre 2000  | LINEAR      |
| 87603 -        | 2000 RD40                | 3 settembre 2000  | LINEAR      |
| 87604 -        | 2000 RF40                | 3 settembre 2000  | LINEAR      |
| 87605 -        | 2000 RW41                | 3 settembre 2000  | LINEAR      |
| 87606 -        | 2000 RZ43                | 3 settembre 2000  | LINEAR      |
| 87607 -        | 2000 RA44                | 3 settembre 2000  | LINEAR      |
| 87608 -        | 2000 RC44                | 3 settembre 2000  | LINEAR      |
| 87609 -        | 2000 RL44                | 3 settembre 2000  | LINEAR      |
| 87610 -        | 2000 RO44                | 3 settembre 2000  | LINEAR      |
| 87611 -        | 2000 RP44                | 3 settembre 2000  | LINEAR      |
| 87612 -        | 2000 RN45                | 3 settembre 2000  | LINEAR      |
| 87613 -        | 2000 RQ45                | 3 settembre 2000  | LINEAR      |
| 87614 -        | 2000 RX45                | 3 settembre 2000  | LINEAR      |
| 87615 -        | 2000 RB47                | 3 settembre 2000  | LINEAR      |
| 87616 -        | 2000 RR47                | 3 settembre 2000  | LINEAR      |
| 87617 -        | 2000 RB48                | 3 settembre 2000  | LINEAR      |
| 87618 -        | 2000 RH48                | 3 settembre 2000  | LINEAR      |
| 87619 -        | 2000 RM48                | 3 settembre 2000  | LINEAR      |
| 87620 -        | 2000 RO48                | 3 settembre 2000  | LINEAR      |
| 87621 -        | 2000 RW48                | 3 settembre 2000  | LINEAR      |
| 87622 -        | 2000 RE49                | 5 settembre 2000  | LINEAR      |
| 87623 -        | 2000 RH49                | 5 settembre 2000  | LINEAR      |
| 87624 -        | 2000 RR51                | 5 settembre 2000  | LINEAR      |
| 87625 -        | 2000 RS51                | 5 settembre 2000  | LINEAR      |
| 87626 -        | 2000 RB52                | 5 settembre 2000  | LINEAR      |
| 87627 -        | 2000 RH52                | 6 settembre 2000  | BATTeRS     |
| 87628 -        | 2000 RP54                | 3 settembre 2000  | LINEAR      |
| 87629 -        | 2000 RX54                | 3 settembre 2000  | LINEAR      |
| 87630 -        | 2000 RE55                | 3 settembre 2000  | LINEAR      |
| 87631 -        | 2000 RB61                | 1 settembre 2000  | LINEAR      |
| 87632 -        | 2000 RF64                | 1 settembre 2000  | LINEAR      |
| 87633 -        | 2000 RM64                | 1 settembre 2000  | LINEAR      |
| 87634 -        | 2000 RR64                | 1 settembre 2000  | LINEAR      |
| 87635 -        | 2000 RW66                | 1 settembre 2000  | LINEAR      |
| 87636 -        | 2000 RX66                | 1 settembre 2000  | LINEAR      |
| 87637 -        | 2000 RD67                | 1 settembre 2000  | LINEAR      |
| 87638 -        | 2000 RG67                | 1 settembre 2000  | LINEAR      |
| 87639 -        | 2000 RZ67                | 2 settembre 2000  | LINEAR      |
| 87640 -        | 2000 RU70                | 2 settembre 2000  | LINEAR      |
| 87641 -        | 2000 RC73                | 2 settembre 2000  | LINEAR      |
| 87642 -        | 2000 RF73                | 2 settembre 2000  | LINEAR      |
| 87643 -        | 2000 RD76                | 3 settembre 2000  | LINEAR      |
| 87644 Cathomen | 2000 RJ77                | 8 settembre 2000  | S. Sposetti |
| 87645 -        | 2000 RK77                | 9 settembre 2000  | S. Sposetti |
| 87646 -        | 2000 RB78                | 8 settembre 2000  | Črni Vrh    |
| 87647 -        | 2000 RR79                | 1 settembre 2000  | LINEAR      |
| 87648 -        | 2000 RB80                | 1 settembre 2000  | LINEAR      |
| 87649 -        | 2000 RE80                | 1 settembre 2000  | LINEAR      |
| 87650 -        | 2000 RB82                | 1 settembre 2000  | LINEAR      |
| 87651 -        | 2000 RT82                | 1 settembre 2000  | LINEAR      |
| 87652 -        | 2000 RK86                | 2 settembre 2000  | LINEAR      |
| 87653 -        | 2000 RQ86                | 2 settembre 2000  | LONEOS      |
| 87654 -        | 2000 RE88                | 3 settembre 2000  | LINEAR      |
| 87655 -        | 2000 RW88                | 3 settembre 2000  | LINEAR      |
| 87656 -        | 2000 RO90                | 3 settembre 2000  | LINEAR      |
| 87657 -        | 2000 RC93                | 3 settembre 2000  | Spacewatch  |
| 87658 -        | 2000 RE93                | 3 settembre 2000  | LINEAR      |
| 87659 -        | 2000 RD94                | 4 settembre 2000  | LONEOS      |
| 87660 -        | 2000 RS94                | 4 settembre 2000  | LONEOS      |
| 87661 -        | 2000 RU95                | 4 settembre 2000  | LONEOS      |
| 87662 -        | 2000 RO96                | 4 settembre 2000  | NEAT        |
| 87663 -        | 2000 RG97                | 5 settembre 2000  | LONEOS      |
| 87664 -        | 2000 RN97                | 5 settembre 2000  | LONEOS      |
| 87665 -        | 2000 RV97                | 5 settembre 2000  | LONEOS      |
| 87666 -        | 2000 RN98                | 5 settembre 2000  | LONEOS      |
| 87667 -        | 2000 RP98                | 5 settembre 2000  | LONEOS      |
| 87668 -        | 2000 RT98                | 5 settembre 2000  | LONEOS      |
| 87669 -        | 2000 RE99                | 5 settembre 2000  | LONEOS      |
| 87670 -        | 2000 RH99                | 5 settembre 2000  | LONEOS      |
| 87671 -        | 2000 RY99                | 5 settembre 2000  | LONEOS      |
| 87672 -        | 2000 RN100               | 5 settembre 2000  | LONEOS      |
| 87673 -        | 2000 RZ100               | 5 settembre 2000  | LONEOS      |
| 87674 -        | 2000 RF101               | 5 settembre 2000  | LONEOS      |
| 87675 -        | 2000 RH101               | 5 settembre 2000  | LONEOS      |
| 87676 -        | 2000 RR101               | 5 settembre 2000  | LONEOS      |
| 87677 -        | 2000 RT102               | 5 settembre 2000  | LONEOS      |
| 87678 -        | 2000 RU103               | 6 settembre 2000  | LINEAR      |
| 87679 -        | 2000 RY104               | 6 settembre 2000  | LINEAR      |
| 87680 -        | 2000 RJ105               | 7 settembre 2000  | LINEAR      |
| 87681 -        | 2000 RL105               | 7 settembre 2000  | LINEAR      |
| 87682 -        | 2000 SX1                 | 20 settembre 2000 | LINEAR      |
| 87683 -        | 2000 SR2                 | 19 settembre 2000 | NEAT        |
| 87684 -        | 2000 SY2                 | 20 settembre 2000 | LINEAR      |
| 87685 -        | 2000 SR3                 | 20 settembre 2000 | LINEAR      |
| 87686 -        | 2000 SW6                 | 22 settembre 2000 | LINEAR      |
| 87687 -        | 2000 SL12                | 20 settembre 2000 | LINEAR      |
| 87688 -        | 2000 SP12                | 20 settembre 2000 | LINEAR      |
| 87689 -        | 2000 SB13                | 21 settembre 2000 | LINEAR      |
| 87690 -        | 2000 SG13                | 21 settembre 2000 | LINEAR      |
| 87691 -        | 2000 SH13                | 21 settembre 2000 | LINEAR      |
| 87692 -        | 2000 SS13                | 21 settembre 2000 | LINEAR      |
| 87693 -        | 2000 SV13                | 21 settembre 2000 | LINEAR      |
| 87694 -        | 2000 SX13                | 22 settembre 2000 | LINEAR      |
| 87695 -        | 2000 SM14                | 23 settembre 2000 | LINEAR      |
| 87696 -        | 2000 SQ14                | 23 settembre 2000 | LINEAR      |
| 87697 -        | 2000 SA15                | 23 settembre 2000 | LINEAR      |
| 87698 -        | 2000 SK15                | 23 settembre 2000 | LINEAR      |
| 87699 -        | 2000 SP17                | 23 settembre 2000 | LINEAR      |
| 87700 -        | 2000 SE18                | 23 settembre 2000 | LINEAR      |

## 87701-87800
| Nome    | Designazione provvisoria | Data di scoperta  | Scopritore               |
| ------- | ------------------------ | ----------------- | ------------------------ |
| 87701 - | 2000 SK19                | 23 settembre 2000 | LINEAR                   |
| 87702 - | 2000 SO22                | 20 settembre 2000 | NEAT                     |
| 87703 - | 2000 SE23                | 25 settembre 2000 | K. Korlević              |
| 87704 - | 2000 SG23                | 26 settembre 2000 | K. Korlević              |
| 87705 - | 2000 SY24                | 26 settembre 2000 | BATTeRS                  |
| 87706 - | 2000 SM25                | 23 settembre 2000 | LINEAR                   |
| 87707 - | 2000 SS25                | 23 settembre 2000 | LINEAR                   |
| 87708 - | 2000 SM27                | 23 settembre 2000 | LINEAR                   |
| 87709 - | 2000 SH28                | 23 settembre 2000 | LINEAR                   |
| 87710 - | 2000 SY28                | 23 settembre 2000 | LINEAR                   |
| 87711 - | 2000 SE33                | 24 settembre 2000 | LINEAR                   |
| 87712 - | 2000 SA34                | 24 settembre 2000 | LINEAR                   |
| 87713 - | 2000 SO34                | 24 settembre 2000 | LINEAR                   |
| 87714 - | 2000 SD36                | 24 settembre 2000 | LINEAR                   |
| 87715 - | 2000 SM36                | 24 settembre 2000 | LINEAR                   |
| 87716 - | 2000 SP36                | 24 settembre 2000 | LINEAR                   |
| 87717 - | 2000 SK38                | 24 settembre 2000 | LINEAR                   |
| 87718 - | 2000 SY42                | 25 settembre 2000 | Črni Vrh                 |
| 87719 - | 2000 SL45                | 22 settembre 2000 | LINEAR                   |
| 87720 - | 2000 SS45                | 22 settembre 2000 | LINEAR                   |
| 87721 - | 2000 SV45                | 22 settembre 2000 | LINEAR                   |
| 87722 - | 2000 SD46                | 22 settembre 2000 | LINEAR                   |
| 87723 - | 2000 SE46                | 22 settembre 2000 | LINEAR                   |
| 87724 - | 2000 SH46                | 22 settembre 2000 | LINEAR                   |
| 87725 - | 2000 SK46                | 23 settembre 2000 | LINEAR                   |
| 87726 - | 2000 SZ46                | 23 settembre 2000 | LINEAR                   |
| 87727 - | 2000 SA47                | 23 settembre 2000 | LINEAR                   |
| 87728 - | 2000 SU47                | 23 settembre 2000 | LINEAR                   |
| 87729 - | 2000 SW47                | 23 settembre 2000 | LINEAR                   |
| 87730 - | 2000 SJ50                | 23 settembre 2000 | LINEAR                   |
| 87731 - | 2000 SA53                | 24 settembre 2000 | LINEAR                   |
| 87732 - | 2000 SQ55                | 24 settembre 2000 | LINEAR                   |
| 87733 - | 2000 SD56                | 24 settembre 2000 | LINEAR                   |
| 87734 - | 2000 SO58                | 24 settembre 2000 | LINEAR                   |
| 87735 - | 2000 SU58                | 24 settembre 2000 | LINEAR                   |
| 87736 - | 2000 SG60                | 24 settembre 2000 | LINEAR                   |
| 87737 - | 2000 SX60                | 24 settembre 2000 | LINEAR                   |
| 87738 - | 2000 SG61                | 24 settembre 2000 | LINEAR                   |
| 87739 - | 2000 SQ62                | 24 settembre 2000 | LINEAR                   |
| 87740 - | 2000 SK63                | 24 settembre 2000 | LINEAR                   |
| 87741 - | 2000 SP63                | 24 settembre 2000 | LINEAR                   |
| 87742 - | 2000 SH65                | 24 settembre 2000 | LINEAR                   |
| 87743 - | 2000 SP65                | 24 settembre 2000 | LINEAR                   |
| 87744 - | 2000 SX65                | 24 settembre 2000 | LINEAR                   |
| 87745 - | 2000 SX66                | 24 settembre 2000 | LINEAR                   |
| 87746 - | 2000 SY70                | 24 settembre 2000 | LINEAR                   |
| 87747 - | 2000 ST71                | 24 settembre 2000 | LINEAR                   |
| 87748 - | 2000 SR72                | 24 settembre 2000 | LINEAR                   |
| 87749 - | 2000 SU72                | 24 settembre 2000 | LINEAR                   |
| 87750 - | 2000 SN73                | 24 settembre 2000 | LINEAR                   |
| 87751 - | 2000 SA74                | 24 settembre 2000 | LINEAR                   |
| 87752 - | 2000 SH74                | 24 settembre 2000 | LINEAR                   |
| 87753 - | 2000 SS75                | 24 settembre 2000 | LINEAR                   |
| 87754 - | 2000 SA76                | 24 settembre 2000 | LINEAR                   |
| 87755 - | 2000 SU80                | 24 settembre 2000 | LINEAR                   |
| 87756 - | 2000 SK81                | 24 settembre 2000 | LINEAR                   |
| 87757 - | 2000 SN84                | 24 settembre 2000 | LINEAR                   |
| 87758 - | 2000 SL85                | 24 settembre 2000 | LINEAR                   |
| 87759 - | 2000 SC88                | 24 settembre 2000 | LINEAR                   |
| 87760 - | 2000 SF88                | 24 settembre 2000 | LINEAR                   |
| 87761 - | 2000 SG89                | 22 settembre 2000 | LINEAR                   |
| 87762 - | 2000 SN89                | 29 settembre 2000 | W. D. Bruton, G. Rodgers |
| 87763 - | 2000 SL90                | 22 settembre 2000 | LINEAR                   |
| 87764 - | 2000 SW90                | 22 settembre 2000 | LINEAR                   |
| 87765 - | 2000 SZ90                | 22 settembre 2000 | LINEAR                   |
| 87766 - | 2000 SF91                | 23 settembre 2000 | LINEAR                   |
| 87767 - | 2000 SZ91                | 23 settembre 2000 | LINEAR                   |
| 87768 - | 2000 SC92                | 23 settembre 2000 | LINEAR                   |
| 87769 - | 2000 SC94                | 23 settembre 2000 | LINEAR                   |
| 87770 - | 2000 SB95                | 23 settembre 2000 | LINEAR                   |
| 87771 - | 2000 SB96                | 23 settembre 2000 | LINEAR                   |
| 87772 - | 2000 SQ97                | 23 settembre 2000 | LINEAR                   |
| 87773 - | 2000 SR98                | 23 settembre 2000 | LINEAR                   |
| 87774 - | 2000 SO99                | 23 settembre 2000 | LINEAR                   |
| 87775 - | 2000 SZ100               | 23 settembre 2000 | LINEAR                   |
| 87776 - | 2000 SK104               | 24 settembre 2000 | LINEAR                   |
| 87777 - | 2000 SR107               | 24 settembre 2000 | LINEAR                   |
| 87778 - | 2000 SU107               | 24 settembre 2000 | LINEAR                   |
| 87779 - | 2000 SY108               | 24 settembre 2000 | LINEAR                   |
| 87780 - | 2000 SM111               | 24 settembre 2000 | LINEAR                   |
| 87781 - | 2000 SP111               | 24 settembre 2000 | LINEAR                   |
| 87782 - | 2000 SF114               | 24 settembre 2000 | LINEAR                   |
| 87783 - | 2000 SH114               | 24 settembre 2000 | LINEAR                   |
| 87784 - | 2000 SC115               | 24 settembre 2000 | LINEAR                   |
| 87785 - | 2000 SW115               | 24 settembre 2000 | LINEAR                   |
| 87786 - | 2000 SV116               | 24 settembre 2000 | LINEAR                   |
| 87787 - | 2000 SV117               | 24 settembre 2000 | LINEAR                   |
| 87788 - | 2000 SX117               | 24 settembre 2000 | LINEAR                   |
| 87789 - | 2000 SN120               | 24 settembre 2000 | LINEAR                   |
| 87790 - | 2000 SS120               | 24 settembre 2000 | LINEAR                   |
| 87791 - | 2000 SJ121               | 24 settembre 2000 | LINEAR                   |
| 87792 - | 2000 SG124               | 24 settembre 2000 | LINEAR                   |
| 87793 - | 2000 SN127               | 24 settembre 2000 | LINEAR                   |
| 87794 - | 2000 SQ127               | 24 settembre 2000 | LINEAR                   |
| 87795 - | 2000 SZ127               | 24 settembre 2000 | LINEAR                   |
| 87796 - | 2000 SD128               | 24 settembre 2000 | LINEAR                   |
| 87797 - | 2000 SF130               | 22 settembre 2000 | LINEAR                   |
| 87798 - | 2000 SG130               | 22 settembre 2000 | LINEAR                   |
| 87799 - | 2000 SP130               | 22 settembre 2000 | LINEAR                   |
| 87800 - | 2000 SK131               | 22 settembre 2000 | LINEAR                   |

## 87801-87900
| Nome    | Designazione provvisoria | Data di scoperta  | Scopritore  |
| ------- | ------------------------ | ----------------- | ----------- |
| 87801 - | 2000 SC132               | 22 settembre 2000 | LINEAR      |
| 87802 - | 2000 SO132               | 22 settembre 2000 | LINEAR      |
| 87803 - | 2000 SE137               | 23 settembre 2000 | LINEAR      |
| 87804 - | 2000 SS137               | 23 settembre 2000 | LINEAR      |
| 87805 - | 2000 SK140               | 23 settembre 2000 | LINEAR      |
| 87806 - | 2000 SR140               | 23 settembre 2000 | LINEAR      |
| 87807 - | 2000 SZ141               | 23 settembre 2000 | LINEAR      |
| 87808 - | 2000 SO142               | 23 settembre 2000 | LINEAR      |
| 87809 - | 2000 SE143               | 23 settembre 2000 | LINEAR      |
| 87810 - | 2000 SE145               | 24 settembre 2000 | LINEAR      |
| 87811 - | 2000 SO145               | 24 settembre 2000 | LINEAR      |
| 87812 - | 2000 SL146               | 24 settembre 2000 | LINEAR      |
| 87813 - | 2000 SC147               | 24 settembre 2000 | LINEAR      |
| 87814 - | 2000 SG154               | 24 settembre 2000 | LINEAR      |
| 87815 - | 2000 SR155               | 24 settembre 2000 | LINEAR      |
| 87816 - | 2000 SA156               | 24 settembre 2000 | LINEAR      |
| 87817 - | 2000 SF157               | 26 settembre 2000 | LINEAR      |
| 87818 - | 2000 SS157               | 27 settembre 2000 | LINEAR      |
| 87819 - | 2000 SZ161               | 20 settembre 2000 | NEAT        |
| 87820 - | 2000 SD162               | 20 settembre 2000 | NEAT        |
| 87821 - | 2000 ST162               | 30 settembre 2000 | A. J. Cecce |
| 87822 - | 2000 SB165               | 23 settembre 2000 | LINEAR      |
| 87823 - | 2000 SA167               | 23 settembre 2000 | LINEAR      |
| 87824 - | 2000 SG167               | 23 settembre 2000 | LINEAR      |
| 87825 - | 2000 SF168               | 23 settembre 2000 | LINEAR      |
| 87826 - | 2000 SM168               | 23 settembre 2000 | LINEAR      |
| 87827 - | 2000 SB170               | 24 settembre 2000 | LINEAR      |
| 87828 - | 2000 SS170               | 24 settembre 2000 | LINEAR      |
| 87829 - | 2000 SA173               | 28 settembre 2000 | LINEAR      |
| 87830 - | 2000 SL173               | 28 settembre 2000 | LINEAR      |
| 87831 - | 2000 SY174               | 28 settembre 2000 | LINEAR      |
| 87832 - | 2000 SD178               | 28 settembre 2000 | LINEAR      |
| 87833 - | 2000 SL178               | 28 settembre 2000 | LINEAR      |
| 87834 - | 2000 SD179               | 28 settembre 2000 | LINEAR      |
| 87835 - | 2000 SE182               | 20 settembre 2000 | LINEAR      |
| 87836 - | 2000 SH183               | 20 settembre 2000 | NEAT        |
| 87837 - | 2000 SK186               | 21 settembre 2000 | NEAT        |
| 87838 - | 2000 SA187               | 21 settembre 2000 | NEAT        |
| 87839 - | 2000 SX190               | 23 settembre 2000 | LINEAR      |
| 87840 - | 2000 SW193               | 24 settembre 2000 | LINEAR      |
| 87841 - | 2000 SU198               | 24 settembre 2000 | LINEAR      |
| 87842 - | 2000 SW199               | 24 settembre 2000 | LINEAR      |
| 87843 - | 2000 SH202               | 24 settembre 2000 | LINEAR      |
| 87844 - | 2000 SS203               | 24 settembre 2000 | LINEAR      |
| 87845 - | 2000 SG208               | 24 settembre 2000 | LINEAR      |
| 87846 - | 2000 SS209               | 25 settembre 2000 | LINEAR      |
| 87847 - | 2000 SM210               | 25 settembre 2000 | LINEAR      |
| 87848 - | 2000 SJ212               | 25 settembre 2000 | LINEAR      |
| 87849 - | 2000 SR212               | 25 settembre 2000 | LINEAR      |
| 87850 - | 2000 SP213               | 25 settembre 2000 | LINEAR      |
| 87851 - | 2000 SD218               | 26 settembre 2000 | LINEAR      |
| 87852 - | 2000 SP219               | 26 settembre 2000 | LINEAR      |
| 87853 - | 2000 SW219               | 26 settembre 2000 | LINEAR      |
| 87854 - | 2000 SY219               | 26 settembre 2000 | LINEAR      |
| 87855 - | 2000 SB220               | 26 settembre 2000 | LINEAR      |
| 87856 - | 2000 SM220               | 26 settembre 2000 | LINEAR      |
| 87857 - | 2000 SD222               | 26 settembre 2000 | LINEAR      |
| 87858 - | 2000 ST225               | 27 settembre 2000 | LINEAR      |
| 87859 - | 2000 SX225               | 27 settembre 2000 | LINEAR      |
| 87860 - | 2000 SR226               | 27 settembre 2000 | LINEAR      |
| 87861 - | 2000 SH229               | 28 settembre 2000 | LINEAR      |
| 87862 - | 2000 SJ231               | 30 settembre 2000 | LINEAR      |
| 87863 - | 2000 SE234               | 21 settembre 2000 | LINEAR      |
| 87864 - | 2000 SQ238               | 26 settembre 2000 | LINEAR      |
| 87865 - | 2000 SK240               | 25 settembre 2000 | LINEAR      |
| 87866 - | 2000 SB243               | 24 settembre 2000 | LINEAR      |
| 87867 - | 2000 SJ245               | 24 settembre 2000 | LINEAR      |
| 87868 - | 2000 SR251               | 24 settembre 2000 | LINEAR      |
| 87869 - | 2000 SD256               | 24 settembre 2000 | LINEAR      |
| 87870 - | 2000 SQ257               | 24 settembre 2000 | LINEAR      |
| 87871 - | 2000 SX262               | 25 settembre 2000 | LINEAR      |
| 87872 - | 2000 SE268               | 27 settembre 2000 | LINEAR      |
| 87873 - | 2000 SH269               | 27 settembre 2000 | LINEAR      |
| 87874 - | 2000 SW269               | 27 settembre 2000 | LINEAR      |
| 87875 - | 2000 ST270               | 27 settembre 2000 | LINEAR      |
| 87876 - | 2000 SB271               | 27 settembre 2000 | LINEAR      |
| 87877 - | 2000 SS273               | 28 settembre 2000 | LINEAR      |
| 87878 - | 2000 SG275               | 28 settembre 2000 | LINEAR      |
| 87879 - | 2000 SH275               | 28 settembre 2000 | LINEAR      |
| 87880 - | 2000 SO276               | 30 settembre 2000 | LINEAR      |
| 87881 - | 2000 SC277               | 30 settembre 2000 | LINEAR      |
| 87882 - | 2000 SN278               | 30 settembre 2000 | LINEAR      |
| 87883 - | 2000 SO278               | 30 settembre 2000 | LINEAR      |
| 87884 - | 2000 SN279               | 25 settembre 2000 | LINEAR      |
| 87885 - | 2000 SF283               | 23 settembre 2000 | LINEAR      |
| 87886 - | 2000 SJ285               | 23 settembre 2000 | LINEAR      |
| 87887 - | 2000 SS286               | 26 settembre 2000 | LINEAR      |
| 87888 - | 2000 ST287               | 26 settembre 2000 | LINEAR      |
| 87889 - | 2000 SA288               | 26 settembre 2000 | LINEAR      |
| 87890 - | 2000 SE288               | 26 settembre 2000 | LINEAR      |
| 87891 - | 2000 SW290               | 27 settembre 2000 | LINEAR      |
| 87892 - | 2000 SS292               | 27 settembre 2000 | LINEAR      |
| 87893 - | 2000 SL293               | 27 settembre 2000 | LINEAR      |
| 87894 - | 2000 SF295               | 27 settembre 2000 | LINEAR      |
| 87895 - | 2000 SP298               | 28 settembre 2000 | LINEAR      |
| 87896 - | 2000 SE300               | 28 settembre 2000 | LINEAR      |
| 87897 - | 2000 SH300               | 28 settembre 2000 | LINEAR      |
| 87898 - | 2000 SC305               | 30 settembre 2000 | LINEAR      |
| 87899 - | 2000 SH306               | 30 settembre 2000 | LINEAR      |
| 87900 - | 2000 SJ306               | 30 settembre 2000 | LINEAR      |

## 87901-88000
| Nome                 | Designazione provvisoria | Data di scoperta  | Scopritore     |
| -------------------- | ------------------------ | ----------------- | -------------- |
| 87901 -              | 2000 SN306               | 30 settembre 2000 | LINEAR         |
| 87902 -              | 2000 SQ307               | 30 settembre 2000 | LINEAR         |
| 87903 -              | 2000 ST308               | 30 settembre 2000 | LINEAR         |
| 87904 -              | 2000 SR309               | 24 settembre 2000 | LINEAR         |
| 87905 -              | 2000 SH310               | 26 settembre 2000 | LINEAR         |
| 87906 -              | 2000 SP310               | 26 settembre 2000 | LINEAR         |
| 87907 -              | 2000 SQ310               | 26 settembre 2000 | LINEAR         |
| 87908 -              | 2000 SJ311               | 26 settembre 2000 | LINEAR         |
| 87909 -              | 2000 SH312               | 27 settembre 2000 | LINEAR         |
| 87910 -              | 2000 SV312               | 27 settembre 2000 | LINEAR         |
| 87911 -              | 2000 SZ312               | 27 settembre 2000 | LINEAR         |
| 87912 -              | 2000 SS313               | 27 settembre 2000 | LINEAR         |
| 87913 -              | 2000 SU313               | 27 settembre 2000 | LINEAR         |
| 87914 -              | 2000 SY313               | 27 settembre 2000 | LINEAR         |
| 87915 -              | 2000 SB315               | 28 settembre 2000 | LINEAR         |
| 87916 -              | 2000 SH315               | 28 settembre 2000 | LINEAR         |
| 87917 -              | 2000 SF316               | 30 settembre 2000 | LINEAR         |
| 87918 -              | 2000 SQ316               | 30 settembre 2000 | LINEAR         |
| 87919 -              | 2000 SZ316               | 30 settembre 2000 | LINEAR         |
| 87920 -              | 2000 SM317               | 30 settembre 2000 | LINEAR         |
| 87921 -              | 2000 SC318               | 30 settembre 2000 | LINEAR         |
| 87922 -              | 2000 SM318               | 29 settembre 2000 | NEAT           |
| 87923 -              | 2000 SV318               | 26 settembre 2000 | LINEAR         |
| 87924 -              | 2000 SB319               | 26 settembre 2000 | LINEAR         |
| 87925 -              | 2000 SG319               | 26 settembre 2000 | LINEAR         |
| 87926 -              | 2000 SZ319               | 27 settembre 2000 | LINEAR         |
| 87927 -              | 2000 SN321               | 28 settembre 2000 | Spacewatch     |
| 87928 -              | 2000 SB328               | 30 settembre 2000 | LINEAR         |
| 87929 -              | 2000 SA331               | 28 settembre 2000 | LINEAR         |
| 87930 -              | 2000 SS333               | 26 settembre 2000 | LINEAR         |
| 87931 -              | 2000 ST333               | 26 settembre 2000 | NEAT           |
| 87932 -              | 2000 SW343               | 22 settembre 2000 | LINEAR         |
| 87933 Bernardschmitt | 2000 SL346               | 21 settembre 2000 | M. W. Buie     |
| 87934 -              | 2000 SF347               | 25 settembre 2000 | LINEAR         |
| 87935 -              | 2000 SG347               | 25 settembre 2000 | LINEAR         |
| 87936 -              | 2000 SG350               | 29 settembre 2000 | LONEOS         |
| 87937 -              | 2000 SM350               | 29 settembre 2000 | LONEOS         |
| 87938 -              | 2000 SL351               | 29 settembre 2000 | LONEOS         |
| 87939 -              | 2000 SF353               | 30 settembre 2000 | LONEOS         |
| 87940 -              | 2000 SQ354               | 29 settembre 2000 | LONEOS         |
| 87941 -              | 2000 SG356               | 29 settembre 2000 | LONEOS         |
| 87942 -              | 2000 SP356               | 29 settembre 2000 | LONEOS         |
| 87943 -              | 2000 SM357               | 28 settembre 2000 | LONEOS         |
| 87944 -              | 2000 SZ357               | 28 settembre 2000 | LONEOS         |
| 87945 -              | 2000 SQ358               | 24 settembre 2000 | NEAT           |
| 87946 -              | 2000 SW359               | 26 settembre 2000 | LONEOS         |
| 87947 -              | 2000 SJ360               | 26 settembre 2000 | NEAT           |
| 87948 -              | 2000 SY361               | 23 settembre 2000 | LONEOS         |
| 87949 -              | 2000 SR362               | 20 settembre 2000 | LINEAR         |
| 87950 -              | 2000 SG367               | 22 settembre 2000 | LINEAR         |
| 87951 -              | 2000 SZ368               | 22 settembre 2000 | LONEOS         |
| 87952 -              | 2000 SV369               | 24 settembre 2000 | LONEOS         |
| 87953 -              | 2000 SC370               | 24 settembre 2000 | LONEOS         |
| 87954 Tomkaye        | 2000 TK                  | 2 ottobre 2000    | C. W. Juels    |
| 87955 -              | 2000 TL4                 | 1 ottobre 2000    | LINEAR         |
| 87956 -              | 2000 TM4                 | 1 ottobre 2000    | LINEAR         |
| 87957 -              | 2000 TQ12                | 1 ottobre 2000    | LINEAR         |
| 87958 -              | 2000 TS15                | 1 ottobre 2000    | LINEAR         |
| 87959 -              | 2000 TF18                | 1 ottobre 2000    | LINEAR         |
| 87960 -              | 2000 TU19                | 1 ottobre 2000    | LINEAR         |
| 87961 -              | 2000 TV19                | 1 ottobre 2000    | LINEAR         |
| 87962 -              | 2000 TB20                | 1 ottobre 2000    | LINEAR         |
| 87963 -              | 2000 TK21                | 1 ottobre 2000    | LINEAR         |
| 87964 -              | 2000 TM28                | 3 ottobre 2000    | LINEAR         |
| 87965 -              | 2000 TX28                | 6 ottobre 2000    | C. W. Juels    |
| 87966 -              | 2000 TX32                | 3 ottobre 2000    | LINEAR         |
| 87967 -              | 2000 TR33                | 5 ottobre 2000    | LINEAR         |
| 87968 -              | 2000 TS33                | 5 ottobre 2000    | LINEAR         |
| 87969 -              | 2000 TV37                | 1 ottobre 2000    | LINEAR         |
| 87970 -              | 2000 TT38                | 1 ottobre 2000    | LINEAR         |
| 87971 -              | 2000 TW38                | 1 ottobre 2000    | LINEAR         |
| 87972 -              | 2000 TJ39                | 1 ottobre 2000    | LINEAR         |
| 87973 -              | 2000 TX39                | 1 ottobre 2000    | LINEAR         |
| 87974 -              | 2000 TR41                | 1 ottobre 2000    | LINEAR         |
| 87975 -              | 2000 TR42                | 1 ottobre 2000    | LINEAR         |
| 87976 -              | 2000 TP43                | 1 ottobre 2000    | LINEAR         |
| 87977 -              | 2000 TY43                | 1 ottobre 2000    | LINEAR         |
| 87978 -              | 2000 TG44                | 1 ottobre 2000    | LINEAR         |
| 87979 -              | 2000 TL45                | 1 ottobre 2000    | LINEAR         |
| 87980 -              | 2000 TT53                | 1 ottobre 2000    | LINEAR         |
| 87981 -              | 2000 TS55                | 1 ottobre 2000    | LINEAR         |
| 87982 -              | 2000 TA57                | 2 ottobre 2000    | LONEOS         |
| 87983 -              | 2000 TB57                | 2 ottobre 2000    | LONEOS         |
| 87984 -              | 2000 TP57                | 2 ottobre 2000    | LONEOS         |
| 87985 -              | 2000 TJ58                | 2 ottobre 2000    | LINEAR         |
| 87986 -              | 2000 TD59                | 2 ottobre 2000    | LONEOS         |
| 87987 -              | 2000 TF59                | 2 ottobre 2000    | LONEOS         |
| 87988 -              | 2000 TZ62                | 2 ottobre 2000    | LINEAR         |
| 87989 -              | 2000 UG1                 | 21 ottobre 2000   | W. K. Y. Yeung |
| 87990 -              | 2000 UV4                 | 24 ottobre 2000   | LINEAR         |
| 87991 -              | 2000 UK6                 | 24 ottobre 2000   | LINEAR         |
| 87992 -              | 2000 UL7                 | 24 ottobre 2000   | LINEAR         |
| 87993 -              | 2000 UM10                | 24 ottobre 2000   | LINEAR         |
| 87994 -              | 2000 UA11                | 25 ottobre 2000   | LINEAR         |
| 87995 -              | 2000 UF12                | 24 ottobre 2000   | LINEAR         |
| 87996 -              | 2000 UP21                | 24 ottobre 2000   | LINEAR         |
| 87997 -              | 2000 UG24                | 24 ottobre 2000   | LINEAR         |
| 87998 -              | 2000 UY27                | 25 ottobre 2000   | LINEAR         |
| 87999 -              | 2000 UX28                | 30 ottobre 2000   | LINEAR         |
| 88000 -              | 2000 UB36                | 24 ottobre 2000   | LINEAR         |